# Eudoxia Bayana
Eudoxia Bayana (en griego, Ευδοκία Βαϊανή; m. 12 de 901) fue una emperatriz bizantina en calidad de consorte de León VI el Sabio.

## Biografía
Algunos detalles sobre Eudoxia son plasmados en Theophanes Continuatus, una continuación de la crónica de Teófanes el Confesor escrito por otros autores en el reinado de Constantino VII.
De acuerdo a esta, Eudokia del Thema Opsiciano, compuesta por Bitinia y Paflagonia, extendiéndose por tanto de Abido en los Dardanelos a Sinope en el Mar Negro, además de la isla de Ankara. En el siglo XX, estas tierras conformaron el noroeste de la Turquía asiática.
En la primavera del 900, León VI se casó con Eudoxia tras sobrevivir a sus dos primeras esposas. De Ceremoniis de Constantino VII menciona a tres hijas de los anteriores matrimonios de León, pero ningún hijo; motivo por el que quería asegurar la sucesión con este matrimonio. George Ostrogorsky apuntó que dicha tercera unión había sido ilegal bajo el derecho romano y contrario a las prácticas de la Iglesia Ortodoxa de Oriente en esa época. León VI tuvo que conseguir el permiso del Patriarca Ecuménico Antonio II de Constantinopla.
Un año después, Eudoxia murió dando a luz a un niño que, según Teófanes, murió en el parto sin recibir nombre. Aunque cabe reseñar, que en De Ceremoniis se da el nombre de Basilio a un hijo de León VI, lo que implica que el bebé vivió lo suficiente como para recibir un nombre. De Ceremoniis señala la Iglesia de los Santos Apóstoles, Constantinopla, como lugar de enterramiento de la emperatriz Eudoxia.